# Yang Se-keun
Đây là một tên người Triều Tiên, họ là Yang.
Yang Se-Keun (tiếng Hàn: 양세근; sinh ngày 8 tháng 10 năm 1988) là một cầu thủ bóng đá Hàn Quốc thi đấu cho Mokpo City ở Giải Quốc gia Hàn Quốc.